# Brachyta
Brachyta es un género de escarabajos longicornios.

## Especies
- Brachyta amurensis (Kraatz, 1879)
- Brachyta balcanica (Hampe, 1871)
- Brachyta bifasciata (Olivier, 1792)
- Brachyta borni (Ganglbauer, 1903)
- Brachyta breiti (Tippmann, 1946)
- Brachyta caucasica Rost, 1892
- Brachyta danilevskyii Tshernyshev & Dubatolov, 2005
- Brachyta delagrangei Pic, 1891
- Brachyta dongbeiensis (Wang, 2003)
- Brachyta interrogationis (Linnaeus, 1758)
- Brachyta petriccionei Rapuzzi, Bologna & Poloni, 2019
- Brachyta punctata (Faldermann, 1833)
- Brachyta rosti Pic, 1900
- Brachyta sachalinensis Matsumura, 1911
- Brachyta striolata (Gebler, 1817)
- Brachyta variabilis (Gebler, 1817)